# Quedándote o yéndote
«Quedándote o yéndote» es una canción compuesta por el músico argentino Luis Alberto Spinetta en coautoría con Eduardo Martí, incluida en el álbum Kamikaze de 1982, álbum ubicado en la posición nº 24 de la lista de los 100 mejores discos del rock argentino por la revista Rolling Stone.
En el álbum Kamikaze, el tema es cantado por Spinetta acompañado por Diego Rapoport en piano.

## La canción
"Quedándote o yéndote" es la décima canción (cuarta del Lado B del disco de vinilo original) del álbum Kamikaze. Es cantada por Spinetta acompañado por Diego Rapoport en piano.
Se trata de una balada compuesta por Spinetta en coautoría con su amigo y fotógrafo personal Eduardo Martí, autor de casi todos los videos de Spinetta y padre de Lucas Martí y Emmanuel Horvilleur. Ambos compusieron juntos también otro tema del álbum Kamikaze, el instrumental "Almendra", que interpretan juntos en dúo de guitarras acústicas.
"Quedándote o yéndote" es un tema destacado del cancionero spinetteano, con una melodía muy dulce y una letra existencial sobre la vida que sigue su curso, «quedándote o yéndote». El músico Guillermo Vadalá la eligió como su canción favorita:

“Quedándote o yéndote” tiene una letra genial, inspirada, que habla sobre la vida y la naturaleza. Es una de esas letras que te llega, y la música es súper dulce. Un punto muy alto en la inspiración de Luis, un tema que es piano y voz nada más, lo que logra un efecto muy intimista.
Guillermo Vadalá

Hay una versión de la canción grabada después de la muerte de Spinetta, cantada por su hija Vera, acompañada al piano por Fer Isella, que integra el documental CHARCO, canciones del Río de la Plata.